# Гергелюк Домна Калениківна
Домна Калениківна Гергелюк (Шевчук) (нар. 1 листопада 1947, село Поліське, тепер Березнівського району Рівненської області) — українська радянська діячка, прядильниця Рівненського льонокомбінату. Депутат Верховної Ради УРСР 8—10-го скликань.

## Біографія
Освіта середня. У 1963—1965 роках — учениця Рівненського професійно-технічного училища № 39.
З 1965 року — прядильниця Ровенського (Рівненського) льонокомбінату імені Комсомолу України.
Потім — на пенсії в місті Рівне.

## Нагороди
- ордени
- медалі